# آشپزی تونسی

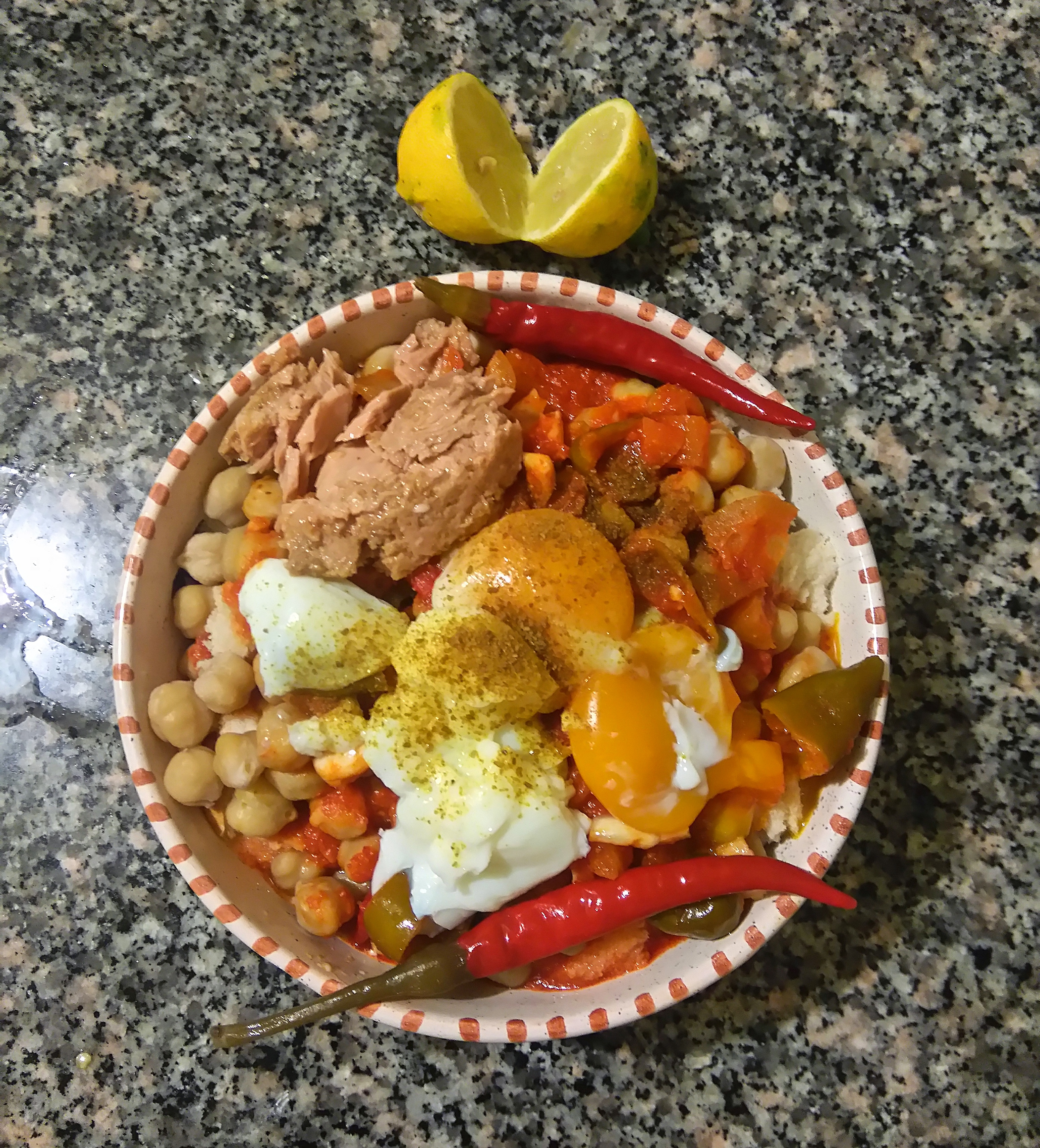
لبلبی سوپ غلیظی است که با نخود و سیر تهیه می‌شود.

غذاهای تونسی شامل سنت‌های آشپزی، مواد اولیه، دستور العمل‌ها و تکنیک‌هایی است که از دوران باستان در تونس توسعه یافته‌اند. این سبک عمدتاً ترکیبی از آشپزی عربی، مدیترانه ای، پونیک و بربر است. از لحاظ تاریخی، آشپزی تونس شاهد تأثیر و تبادل نظر با فرهنگ‌ها و ملل بسیاری مانند ایتالیایی‌ها، اندلسی‌ها، فرانسوی‌ها و اعراب بوده است.

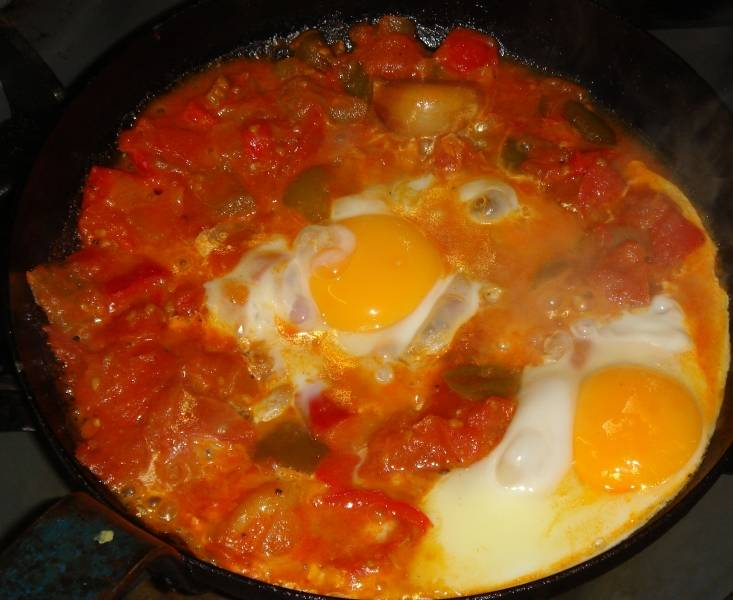
شاکشوکا تخم مرغ در تونس